# 中路里 (高雄市)
中路里位於台灣高雄市阿蓮區，中路里面積4.33平方公里，為阿蓮區面積最大的里，因此農地相對也較多，里民大多數務農，截至2023年10月人口有2,178人，人口密度為每平方公里545.72人。

## 地理
中路里位於阿蓮區西北部，北隔二仁溪與臺南市歸仁區大潭里相望，東連石安里，西以二仁溪的小支流與路竹區甲北里為界，南與路竹區竹園里接壤。
中路里地形平坦，地勢略微北傾，二仁溪曲流在該里北處自東往西再轉向南繞了一個迴環，近溪岸處由於土壤疏鬆，只能作為旱田使用，水田多半集中在主要聚落的四周，以及東側邊境一帶。中路是集村聚落，若單就自然村落的規模比較，其人口數在日治初期就已超過1000人，甚至還超過阿蓮大字。聚落以區道高12線路線轉折處為中心，向四方擴展，區道高12線也是出入本村的主要道路，東通石案潭，南連路竹區的新園，雖然還有一條小道路可往北越過二仁溪通往台南市歸仁區的大潭，但交通流量並不大，主要是農民的工作道路。在早期，中路或許曾經扮演曾由台南進入大崗山地區的主要渡口，但後來進入羅漢門地區（現為內門區）的道路系統改變，本村的位置相對顯得偏僻，發展才受到限制，尤其是新的交通系統發展後，本村遠離交通幹道的缺點更為明顯。
2006年12月11日，鄰近中路里的省道台39線通車，居民可往北跨越二仁溪，通往高鐵臺南站。

## 沿革
中路原稱為「中路頭」，根據村中高姓和吳姓人家的家譜紀錄，其祖先分別在明崇禎和永年間來到本村開發，因地當由台江赤崁往東到崗山頭的中途，故名中路頭。
中路村是阿蓮鄉最早開發的地方之一，村中原本包括中路和客仔甲兩個居民點，但其中客仔甲已於日治末期廢庄。由清朝至日治初期，本村一直屬於鳳山縣的嘉祥外里，1898年5月，台灣進行街庄社長及管轄區域改正時，始將中路與南邊的客仔甲合併為中路庄。而在1920年阿蓮改制為庄，中路庄隨後改制為轄下的大字中路，但此時客仔甲也已經庄毀人散，村內只剩中路一個部落。1945年戰後，高雄州岡山郡阿蓮庄改設高雄縣阿蓮鄉，原中路大字改設為中路村。
2010年12月25日，舊高雄市與高雄縣合併改制為直轄市高雄市，阿蓮鄉改制為阿蓮區，中路村改制為中路里。